# Torneo Apertura 2024 de Primera B (Liga Catamarqueña)
El Torneo Apertura 2024 de Primera B, denominado Torneo Apertura 2024 «Radio Valle Viejo» (por motivos de patrocinio), organizado por la Liga Catamarqueña de Fútbol, fue el primer y único torneo de la temporada 2024 de la segunda división. Inició el 12 de abril y finalizó el 6 de julio.
Lo disputaron los nueve equipos pertenecientes a dicha división, más un nuevo equipo afiliado recientemente. El campeón obtuvo el ascenso a la Primera División 2025.
El nuevo participante fue el Club Atlético San Isidro de Colonia Nueva Coneta, que retornó a la segunda categoría del fútbol capitalino tras su única participación en la temporada 2022-23.
Tanto la fecha de inicio, como la forma de disputa se definieron el 15 de febrero en la sede del Club Sarmiento.
El 14 de marzo, en la reunión de presidentes llevada a cabo en las instalaciones del Club Parque Daza, ingresó el pedido de afiliación de La Banda CF, que viene de participar en la temporada 2023 en la Liga Chacarera de Fútbol. Por decisión unánime de los dirigentes presentes se aprobó y de esta manera la categoría tendrá un nuevo participante.
El sorteo del fixture se llevó a cabo el 25 de marzo en la sede de la Liga.
Consagró campeón al Club Atlético Independiente de Huillapima, que obtuvo su primer título, desde su afiliación a la Liga Catamarqueña en 2017, bajo la dirección técnica de Cristian Romero. De esta manera consiguió el ascenso directo a la Primera División.

## Ascensos y descensos
| Pos. | Descendido de la Primera División 2023 |
| ---- | -------------------------------------- |
| 12.º | San Isidro (Nueva Coneta)              |

| Pos. | Ascendido de la Primera B 2023 |
| ---- | ------------------------------ |
| 1.º  | Estudiantes de La Tablada      |

## Formato
Torneo Apertura 2024
Los 10 equipos jugarán 9 partidos cada uno a lo largo de 10 fechas, en una sola rueda, bajo el sistema de todos contra todos. En este torneo se usará el sistema de puntos, de acuerdo a la reglamentación de la Internacional F. A. Board, asignándose tres puntos al equipo que resulte ganador, un punto a cada uno en caso de empate y cero puntos al perdedor.
El club que resulte campeón ascenderá a la Primera División, mientras que los equipos ubicados del 2.º al 5.º lugar clasificarán al Petit Torneo, en busca del segundo ascenso.
Criterio de desempate en igualdad de puntos
- En caso de igualdad de puntos en el primer lugar al término de las 9 fechas entre dos equipos, se disputará un partido final para determinar al campeón del torneo.

- En el caso de igualdad de puntos entre tres equipos en la primera posición y de igual manera entre dos o más equipos para determinar cualquier ubicación en la tabla de posiciones, se aplicará el siguiente sistema:

En favor del equipo que, considerando exclusivamente los partidos disputados contra aquel o aquellos con los que hubiera empatado la posición, hubiera obtenido mayor cantidad de puntos o, en caso de empate, en el siguiente orden:
1. Mayor diferencia de goles.
2. Mayor cantidad de goles a favor.
3. Mayor cantidad de goles como visitante.
4. Sorteo a realizarse en sede del consejo ejecutivo, dentro de las 48 horas.

Petit Torneo
Lo jugarán los 4 equipos clasificados del 2º al 5º lugar de la tabla de posiciones. 
Se desarrollará mediante el sistema de eliminación directa, a un solo partido. En caso de persistir la igualdad en los 90' de juego, se definirá mediante tiros desde el punto penal.
El equipo ganador se adjudicará el derecho a participar de la Promoción por un lugar en la Primera División del fútbol capitalino de la temporada 2024-25.

## Equipos participantes
| Nombre del club                                          | Ciudad                              | Departamento | Fundación                         |
| -------------------------------------------------------- | ----------------------------------- | ------------ | --------------------------------- |
| Club Fiel, Deportiva, Social y Cultural Asociación Civil | San Fernando del Valle de Catamarca | Capital      | 20 de mayo de 2007 (18 años)      |
| Club Deportivo Valle Chico                               | San Fernando del Valle de Catamarca | Capital      | 22 de febrero de 2017 (8 años)    |
| Club Atlético Independiente                              | Huillapima                          | Capayán      | 17 de julio de 1993 (31 años)     |
| La Banda Club de Fútbol                                  | San Fernando del Valle de Catamarca | Capital      | 28 de enero de 2006 (19 años)     |
| Club Atlético Liberal Argentino                          | San Fernando del Valle de Catamarca | Capital      | 13 de julio de 1963 (61 años)     |
| Club Social y Deportivo Parque Daza                      | San Fernando del Valle de Catamarca | Capital      | 10 de diciembre de 1961 (63 años) |
| Club Atlético Rivadavia                                  | Huillapima                          | Capayán      | 9 de julio de 1923 (101 años)     |
| Club Atlético San Isidro                                 | Colonia Nueva Coneta                | Capayán      | 26 de julio de 2016 (8 años)      |
| Club Sportivo y Cultural San Martín                      | Chumbicha                           | Capayán      | 1 de noviembre de 1958 (66 años)  |
| Club Atlético Sarmiento                                  | San Fernando del Valle de Catamarca | Capital      | 12 de junio de 1912 (113 años)    |

### Distribución geográfica de los equipos
| Departamento | Cant. | Equipos                                                                                                |
| ------------ | ----- | --- |
| Capital      | 6     | Club Fiel, Deportivo Valle Chico, La Banda CF, Liberal Argentino, Parque Daza y Sarmiento              |
| Capayán      | 4     | Independiente (Huillapima), Rivadavia (Huillapima), San Isidro (Nueva Coneta) y San Martín (Chumbicha) |
| Total        | 9     | |

## Estadios
|                                                                                        |                                                                                              |                                                                                           |                                                                                          |                                                                                           |
|                                                                                        |                                                                                              |                                                                                           |                                                                                          |                                                                                           |
| Estadio Malvinas Argentinas Ciudad: Catamarca Propietario: Liga Catamarqueña de Fútbol | Polideportivo Municipal de Chumbicha Ciudad: Chumbicha Propietario: Municipalidad de Capayán | Estadio Américo Tesorieri Ciudad: Catamarca Propietario: Club Deportivo Américo Tesorieri | Estadio Independiente (C) Ciudad: Catamarca Propietario: Club Atlético Independiente (C) | Estadio Independiente (H) Ciudad: Huillapima Propietario: Club Atlético Independiente (H) |

## Competición

### Tabla de posiciones
| Pos. | Equipo                     | Pts. | PJ | PG | PE | PP | GF | GC | Dif. |
| ---- | -------------------------- | ---- | -- | -- | -- | -- | -- | -- | ---- |
| 1.º  | Independiente (Huillapima) | 23   | 9  | 7  | 2  | 0  | 24 | 5  | 19   |
| 2.º  | Liberal Argentino          | 19   | 9  | 6  | 1  | 2  | 19 | 12 | 7    |
| 3.º  | Sarmiento                  | 17   | 9  | 5  | 2  | 2  | 16 | 9  | 7    |
| 4.º  | San Martín (Chumbicha)     | 17   | 9  | 5  | 2  | 2  | 16 | 12 | 4    |
| 5.º  | Rivadavia (Huillapima)     | 16   | 9  | 5  | 1  | 3  | 13 | 8  | 5    |
| 6.º  | Deportivo Valle Chico      | 11   | 9  | 3  | 2  | 4  | 14 | 14 | 0    |
| 7.º  | Club Fiel                  | 9    | 9  | 3  | 0  | 6  | 11 | 16 | −5   |
| 8.º  | Parque Daza                | 6    | 9  | 1  | 3  | 5  | 7  | 13 | −6   |
| 9.º  | San Isidro (Nueva Coneta)  | 5    | 9  | 1  | 2  | 6  | 7  | 23 | −16  |
| 10.º | La Banda CF                | 3    | 9  | 0  | 3  | 6  | 3  | 18 | −15  |

|  | Campeón. Ascendió a la Primera División 2025. |
|  | Clasificados al Petit Torneo.                 |

|  |

#### Evolución de las posiciones
| Equipo / Fecha             | 1  | 2  | 3  | 4  | 5  | 6  | 7  | 8  | 9  |
| -------------------------- | -- | -- | -- | -- | -- | -- | -- | -- | -- |
| Club Fiel                  | 10 | 10 | 6  | 5  | 7  | 7  | 7  | 7  | 7  |
| Deportivo Valle Chico      | 2  | 1  | 3  | 1  | 3  | 4  | 6  | 6  | 6  |
| Independiente (Huillapima) | 5  | 3  | 2  | 4  | 2  | 1  | 1  | 1  | 1  |
| La Banda CF                | 9  | 8  | 9  | 8  | 10 | 10 | 10 | 10 | 10 |
| Liberal Argentino          | 1  | 2  | 1  | 3  | 1  | 2  | 2  | 2  | 2  |
| Parque Daza                | 5  | 7  | 8  | 9  | 9  | 9  | 9  | 8  | 8  |
| Rivadavia (Huillapima)     | 8  | 4  | 7  | 7  | 6  | 3  | 4  | 5  | 5  |
| San Isidro (Nueva Coneta)  | 7  | 9  | 10 | 10 | 8  | 8  | 8  | 9  | 9  |
| San Martín (Chumbicha)     | 4  | 6  | 5  | 6  | 5  | 6  | 5  | 4  | 4  |
| Sarmiento                  | 3  | 5  | 4  | 2  | 4  | 5  | 3  | 3  | 3  |

|  |

#### Tabla de resultados cruzados
| Local \ Visitante          | FIE | DVC | IND | LBA | LIB | PDA | RIV | SIS | SMA | SAR |
| -------------------------- | --- | --- | --- | --- | --- | --- | --- | --- | --- | --- |
| Club Fiel                  |     |     |     | 2–0 | 1–2 |     | 1–2 |     | 3–1 |     |
| Deportivo Valle Chico      | 2–0 |     | 2–4 |     |     | 2–1 |     | 3–3 |     | 3–1 |
| Independiente (Huillapima) | 5–1 |     |     |     | 2–1 |     | 0–0 |     | 3–0 |     |
| La Banda CF                |     | 1–1 | 0–3 |     |     | 0–0 |     | 0–0 |     |     |
| Liberal Argentino          |     | 1–0 |     | 4–2 |     |     | 2–1 |     | 2–2 | 0–2 |
| Parque Daza                | 0–2 |     | 0–0 |     | 1–2 |     |     | 1–0 |     | 1–1 |
| Rivadavia (Huillapima)     |     | 1–0 |     | 4–0 |     | 3–2 |     | 2–0 |     |     |
| San Isidro (Nueva Coneta)  | 1–0 |     | 0–5 |     | 1–5 |     |     |     | 1–6 |     |
| San Martín (Chumbicha)     |     | 2–1 |     | 1–0 |     | 3–1 | 1–0 |     |     | 1–1 |
| Sarmiento                  | 3–1 |     | 1–2 | 3–0 |     |     | 2–0 | 2–1 |     |     |

### Resultados
| Fecha 1                | Fecha 1   | Fecha 1                    | Fecha 1                              | Fecha 1     | Fecha 1 |
| Local                  | Resultado | Visita                     | Estadio                              | Fecha       | Hora    |
| ---------------------- | --------- | -------------------------- | ------------------------------------ | ----------- | ------- |
| Parque Daza            | 0 - 0     | Independiente (Huillapima) | Independiente (C)                    | 12 de abril | 14:30   |
| Liberal Argentino      | 4 - 2     | La Banda CF                | Américo Tesorieri                    | 12 de abril | 14:30   |
| Sarmiento              | 2 - 1     | San Isidro (Nueva Coneta)  | Américo Tesorieri                    | 12 de abril | 16:30   |
| Deportivo Valle Chico  | 2 - 0     | Club Fiel                  | Malvinas Argentinas                  | 12 de abril | 18:00   |
| San Martín (Chumbicha) | 1 - 0     | Rivadavia (Huillapima)     | Polideportivo Municipal de Chumbicha | 13 de abril | 14:30   |

| Fecha 2                    | Fecha 2   | Fecha 2                   | Fecha 2             | Fecha 2     | Fecha 2 |
| Local                      | Resultado | Visita                    | Estadio             | Fecha       | Hora    |
| -------------------------- | --------- | ------------------------- | ------------------- | ----------- | ------- |
| Deportivo Valle Chico      | 3 - 1     | Sarmiento                 | Independiente (C)   | 26 de abril | 14:00   |
| Rivadavia (Huillapima)     | 2 - 0     | San Isidro (Nueva Coneta) | Independiente (H)   | 27 de abril | 14:00   |
| Independiente (Huillapima) | 3 - 0     | San Martín (Chumbicha)    | Independiente (H)   | 27 de abril | 16:00   |
| Club Fiel                  | 1 - 2     | Liberal Argentino         | Malvinas Argentinas | 27 de abril | 16:00   |
| La Banda CF                | 0 - 0     | Parque Daza               | Malvinas Argentinas | 28 de abril | 16:00   |

| Fecha 3                   | Fecha 3   | Fecha 3                    | Fecha 3                              | Fecha 3   | Fecha 3 |
| Local                     | Resultado | Visita                     | Estadio                              | Fecha     | Hora    |
| ------------------------- | --------- | -------------------------- | ------------------------------------ | --------- | ------- |
| Sarmiento                 | 2 - 0     | Rivadavia (Huillapima)     | Independiente (C)                    | 3 de mayo | 14:00   |
| Parque Daza               | 0 - 2     | Club Fiel                  | Independiente (C)                    | 3 de mayo | 16:00   |
| San Martín (Chumbicha)    | 1 - 0     | La Banda CF                | Polideportivo Municipal de Chumbicha | 4 de mayo | 14:00   |
| Liberal Argentino         | 1 - 0     | Deportivo Valle Chico      | Malvinas Argentinas                  | 4 de mayo | 15:00   |
| San Isidro (Nueva Coneta) | 0 - 5     | Independiente (Huillapima) | Malvinas Argentinas                  | 5 de mayo | 15:00   |

| Fecha 4                    | Fecha 4   | Fecha 4                   | Fecha 4           | Fecha 4    | Fecha 4 |
| Local                      | Resultado | Visita                    | Estadio           | Fecha      | Hora    |
| -------------------------- | --------- | ------------------------- | ----------------- | ---------- | ------- |
| La Banda CF                | 0 - 0     | San Isidro (Nueva Coneta) | Independiente (C) | 10 de mayo | 14:00   |
| Club Fiel                  | 3 - 1     | San Martín (Chumbicha)    | Américo Tesorieri | 10 de mayo | 14:00   |
| Deportivo Valle Chico      | 2 - 1     | Parque Daza               | Américo Tesorieri | 10 de mayo | 16:00   |
| Liberal Argentino          | 0 - 2     | Sarmiento                 | Américo Tesorieri | 11 de mayo | 14:00   |
| Independiente (Huillapima) | 0 - 0     | Rivadavia (Huillapima)    | Independiente (H) | 11 de mayo | 15:30   |

| Fecha 5                   | Fecha 5   | Fecha 5                    | Fecha 5                              | Fecha 5    | Fecha 5 |
| Local                     | Resultado | Visita                     | Estadio                              | Fecha      | Hora    |
| ------------------------- | --------- | -------------------------- | ------------------------------------ | ---------- | ------- |
| Sarmiento                 | 1 - 2     | Independiente (Huillapima) | Malvinas Argentinas                  | 17 de mayo | 14:00   |
| Parque Daza               | 1 - 2     | Liberal Argentino          | Independiente (C)                    | 17 de mayo | 14:00   |
| San Martín (Chumbicha)    | 2 - 1     | Deportivo Valle Chico      | Polideportivo Municipal de Chumbicha | 18 de mayo | 14:00   |
| Rivadavia (Huillapima)    | 4 - 0     | La Banda CF                | Independiente (H)                    | 18 de mayo | 15:00   |
| San Isidro (Nueva Coneta) | 1 - 0     | Club Fiel                  | Malvinas Argentinas                  | 19 de mayo | 14:00   |

| Fecha 6               | Fecha 6   | Fecha 6                    | Fecha 6             | Fecha 6    | Fecha 6 |
| Local                 | Resultado | Visita                     | Estadio             | Fecha      | Hora    |
| --------------------- | --------- | -------------------------- | ------------------- | ---------- | ------- |
| Club Fiel             | 1 - 2     | Rivadavia (Huillapima)     | Américo Tesorieri   | 24 de mayo | 14:00   |
| La Banda CF           | 0 - 3     | Independiente (Huillapima) | Independiente (C)   | 24 de mayo | 14:00   |
| Liberal Argentino     | 2 - 2     | San Martín (Chumbicha)     | Malvinas Argentinas | 24 de mayo | 14:30   |
| Deportivo Valle Chico | 3 - 3     | San Isidro (Nueva Coneta)  | Independiente (C)   | 24 de mayo | 16:00   |
| Parque Daza           | 1 - 1     | Sarmiento                  | Américo Tesorieri   | 26 de mayo | 14:00   |

| Fecha 7                    | Fecha 7   | Fecha 7               | Fecha 7                              | Fecha 7    | Fecha 7 |
| Local                      | Resultado | Visita                | Estadio                              | Fecha      | Hora    |
| -------------------------- | --------- | --------------------- | ------------------------------------ | ---------- | ------- |
| Sarmiento                  | 3 - 0     | La Banda CF           | Independiente (C)                    | 31 de mayo | 14:00   |
| San Isidro (Nueva Coneta)  | 1 - 5     | Liberal Argentino     | Malvinas Argentinas                  | 31 de mayo | 14:00   |
| San Martín (Chumbicha)     | 3 - 1     | Parque Daza           | Polideportivo Municipal de Chumbicha | 1 de junio | 14:00   |
| Rivadavia (Huillapima)     | 1 - 0     | Deportivo Valle Chico | Independiente (H)                    | 1 de junio | 14:00   |
| Independiente (Huillapima) | 5 - 1     | Club Fiel             | Independiente (H)                    | 1 de junio | 16:00   |

| Fecha 8                | Fecha 8   | Fecha 8                    | Fecha 8                              | Fecha 8    | Fecha 8 |
| Local                  | Resultado | Visita                     | Estadio                              | Fecha      | Hora    |
| ---------------------- | --------- | -------------------------- | ------------------------------------ | ---------- | ------- |
| Parque Daza            | 1 - 0     | San Isidro (Nueva Coneta)  | Independiente (C)                    | 7 de junio | 14:00   |
| Club Fiel              | 2 - 0     | La Banda CF                | Américo Tesorieri                    | 7 de junio | 14:00   |
| Deportivo Valle Chico  | 2 - 4     | Independiente (Huillapima) | Américo Tesorieri                    | 7 de junio | 16:00   |
| Liberal Argentino      | 2 - 1     | Rivadavia (Huillapima)     | Independiente (C)                    | 7 de junio | 16:00   |
| San Martín (Chumbicha) | 1 - 1     | Sarmiento                  | Polideportivo Municipal de Chumbicha | 8 de junio | 15:00   |

| Fecha 9                    | Fecha 9   | Fecha 9                | Fecha 9           | Fecha 9     | Fecha 9 |
| Local                      | Resultado | Visita                 | Estadio           | Fecha       | Hora    |
| -------------------------- | --------- | ---------------------- | ----------------- | ----------- | ------- |
| San Isidro (Nueva Coneta)  | 1 - 6     | San Martín (Chumbicha) | Independiente (C) | 14 de junio | 14:00   |
| Sarmiento                  | 3 - 1     | Club Fiel              | Américo Tesorieri | 14 de junio | 14:00   |
| La Banda CF                | 1 - 1     | Deportivo Valle Chico  | Américo Tesorieri | 14 de junio | 16:00   |
| Rivadavia (Huillapima)     | 3 - 2     | Parque Daza            | Independiente (H) | 15 de junio | 14:00   |
| Independiente (Huillapima) | 2 - 1     | Liberal Argentino      | Independiente (H) | 15 de junio | 16:00   |

| 1. |

|                                                    |
| Club Atlético Independiente (Huillapima) 1° título |
| Campeón Torneo Apertura 2024 de Primera B          |

## Petit Torneo
El Petit Torneo se jugará a un solo partido con el sistema de eliminación directa, en el cual participarán los 4 equipos mejores ubicados luego del campeón del Apertura. El ganador de la Final jugará la promoción contra el 11.º de la tabla de posiciones del Anual de Primera División por el segundo ascenso.

### Cuadro de desarrollo
|  | Semifinales | Semifinales            | Semifinales |           |   | Final                  | Final       | Final       |  |
|  | 20 de junio | 20 de junio            | 20 de junio |           |   | 29 de junio            | 29 de junio | 29 de junio |  |
|  |             |                        |             |           |   |                        |             |             |  |
|  |             |                        |             |           |   |                        |             |             |  |
|  | 2           | Liberal Argentino      | 1           |           |   |                        |             |             |  |
|  | 2           | Liberal Argentino      | 1           |           |   |                        |             |             |  |
|  | 5           | Rivadavia (Huillapima) | 2           |           |   |                        |             |             |  |
|  | 5           | Rivadavia (Huillapima) | 2           |           | 5 | Rivadavia (Huillapima) | 1           |             |  |
|  |             |                        |             |           | 5 | Rivadavia (Huillapima) | 1           |             |  |
|  |             |                        | 3           | Sarmiento | 2 |                        |             |             |  |
|  | 3           | Sarmiento              | 3           | Sarmiento | 2 | 3                      |             |             |  |
|  | 3           | Sarmiento              |             |           |   | 3                      |             |             |  |
|  | 4           | San Martín (Chumbicha) | 0           |           |   |                        |             |             |  |
|  | 4           | San Martín (Chumbicha) | 0           |           |   |                        |             |             |  |
|  |             |                        |             |           |   |                        |             |             |  |

Nota: En caso de igualar en los 90' de juego, se definirá mediante tiros desde el punto penal.

### Semifinales
| 20 de junio, 16:30 | Liberal Argentino     | 1 - 2   | Rivadavia (Huillapima)              | Malvinas Argentinas, Catamarca |                           |
|                    | Elio Pérez 53' (pen.) | Reporte | 87' Kevin Díaz · 89' Walter Robledo | Árbitro(s): Andrés Agüero      | Árbitro(s): Andrés Agüero |

| 20 de junio, 14:30 | Sarmiento                                                          | 3 - 0   | San Martín (Chumbicha) | Malvinas Argentinas, Catamarca |                            |
|                    | César Ortega Varela 45+1' · Matías Oliva 85' · Esteban Singh 90+2' | Reporte |                        | Árbitro(s): Matías Salcedo     | Árbitro(s): Matías Salcedo |

### Final
| 30 de junio, 18:00 | Sarmiento                             | 2 - 1 | Rivadavia (Huillapima) | Malvinas Argentinas, Catamarca |                               |
|                    | Gastón Quiroga 39' · Matías Oliva 85' |       | 25' Antonio Seguí      | Árbitro(s): Cristian Castillo  | Árbitro(s): Cristian Castillo |

## Promoción
| 5 de julio, 14:30                          | Defensores del Norte                       | 3 - 1   | Sarmiento        | Malvinas Argentinas, Catamarca |                          |
|                                            | Braian Espeche 9' 73' · Rodrigo Chávez 80' | Reporte | 17' Matías Oliva | Árbitro(s): Jorge Romero       | Árbitro(s): Jorge Romero |
| Defensores del Norte mantuvo la categoría. |                                            |         |                  |                                |                          |

## Estadísticas

### Goleadores
| Jugador                            | Equipo                     | Goles |
| ---------------------------------- | -------------------------- | ----- |
| Sergio Altamirano                  | Parque Daza                | 6     |
| Adrián Coronel                     | Independiente (Huillapima) | 5     |
| Cristian Nieto                     | Liberal Argentino          | 5     |
| Jorge David Corzo                  | Club Fiel                  | 5     |
| Matías Oliva                       | Sarmiento                  | 5     |
| Actualizado al 15 de junio de 2024 |                            |       |

| Claudio Cejas Barrionuevo | Independiente (Huillapima) | 4 |
| Darío Romero              | San Martín (Chumbicha)     | 4 |
| Alan Díaz Coria           | Deportivo Valle Chico      | 3 |
| Alejandro Bazán           | Independiente (Huillapima) | 3 |
| Guillermo Ariza           | Independiente (Huillapima) | 3 |
| Héctor Acosta             | Independiente (Huillapima) | 3 |
| Kevin Argañaráz           | Liberal Argentino          | 3 |
| Maximiliano Nieva         | Independiente (Huillapima) | 3 |
| Maximiliano Villarroel    | San Martín (Chumbicha)     | 3 |
| Segundo Gutiérrez         | Deportivo Valle Chico      | 3 |
| Agustín Ocampo            | San Martín (Chumbicha)     | 2 |
| Carlos Granados           | Liberal Argentino          | 2 |
| César Ortega Varela       | Sarmiento                  | 2 |
| Jonathan Ochoa            | San Martín (Chumbicha)     | 2 |
| José Ontivero             | Liberal Argentino          | 2 |
| Juan Quiroga              | Deportivo Valle Chico      | 2 |
| Mariano Belmonte          | Club Fiel                  | 2 |
| Miguel Paredes Tapia      | San Martín (Chumbicha)     | 2 |
| Víctor Martoccia          | San Martín (Chumbicha)     |   |
| Adrián Martín Solohaga    | Liberal Argentino          | 1 |
| Alan Lencina              | Club Fiel                  | 1 |
| Aníbal Ontivero           | Rivadavia (Huillapima)     | 1 |
| Carlos Bazán              | Sarmiento                  | 1 |
| Damián Pacheco            | San Isidro (Nueva Coneta)  | 1 |
| Daniel Pérez              | Sarmiento                  | 1 |
| Diego Acosta              | Club Fiel                  | 1 |
| Ezequiel Lobo Heredia     | La Banda CF                | 1 |
| Facundo Ávalos            | Liberal Argentino          | 1 |
| Facundo Romero            | Independiente (Huillapima) | 1 |
| Facundo Sayavedra         | Liberal Argentino          | 1 |
| Franco Sarmiento          | Liberal Argentino          | 1 |
| Gabriel Luján             | Deportivo Valle Chico      | 1 |
| Gabriel Maldonado         | San Isidro (Nueva Coneta)  | 1 |
| Gianfranco Córdoba        | San Martín (Chumbicha)     | 1 |
| Giuliano Ferreyra         | Sarmiento                  | 1 |
| Gonzalo Rodríguez Aranda  | La Banda CF                | 1 |
| Ismael Chaile             | Deportivo Valle Chico      | 1 |
| José Barrios              | Independiente (Huillapima) | 1 |
| José Silveria             | Rivadavia (Huillapima)     | 1 |
| Juan Manuel López         | Sarmiento                  | 1 |
| Kevin Taborda             | Club Fiel                  | 1 |
| Leandro Silva             | Rivadavia (Huillapima)     | 1 |
| Leonardo Pérez            | Liberal Argentino          | 1 |
| Lucas Armenta             | San Isidro (Nueva Coneta)  | 1 |
| Luis Carrizo              | Liberal Argentino          | 1 |
| Manuel Sayavedra          | Liberal Argentino          | 1 |
| Marcos Ahumada            | Sarmiento                  | 1 |
| Mario Castillo            | San Isidro (Nueva Coneta)  | 1 |
| Nahuel Quiroga            | Sarmiento                  | 1 |
| Nelson Romero             | San Martín (Chumbicha)     | 1 |
| Néstor Robledo            | Rivadavia (Huillapima)     | 1 |
| Nicolás Hauy              | Independiente (Huillapima) | 1 |
| Rodrigo Quinteros         | Rivadavia (Huillapima)     | 1 |

### Autogoles
| Jugador          | Equipo      | Anot. | Jornada | Rival |
| ---------------- | ----------- | ----- | ------- | ----- |
| Leandro Ortíz    | La Banda CF | 1     | Fecha 8 | FIE   |
| Javier Echenique | Parque Daza | 1     | Fecha 9 | RIV   |